# Теодат
Теода́т або Теодагад (лат. Flavius Theodahatus , Theodahadus, Theodatus) — король остготів в Італії з 534—536. Племінник Теодоріха Великого. З роду Амалів, син Амалафріди — сестри Теодоріха Великого, королеви вандалів.
Загравав з римськими сенаторами, намагаючись заручитися їхньою підтримкою. З цією метою він призначає відомих представників сенатської знаті на вищі державні посади. А в 535 році віддає одному із новопризначених римських патриціїв у жінки дівчину із готського королівського роду Амалів.
Був, за свідченням Прокопія Кесарійського, людиною не позбавленою освіти, але жадібним, боягузливим, підступним, властолюбним. Володіючи великими землями в Тусції (Тоскана), Теодагад намагався збільшити їх шляхом захоплень; «мати сусідів він вважав великим нещастям». Григорій Турський називає його навіть королем Тусції. З ненависті до регентші Амаласунті, своєї двоюрідної сестри, Теодагад зав'язав таємні зносини з Юстиніаном I і зважився віддати в руки Візантії всю Тусцію, щоб потім жити в Константинополі в сані сенатора і користуватися своїми скарбами.